# Теракт в Афінах (1968)
37°53′54″ пн. ш. 23°43′46″ сх. д. / 37.898333333333° пн. ш. 23.729444444444° сх. д.
Теракт в Афінах у 1968 році — обстріл бойовиками Народного фронту звільнення Палестини літака авіакомпанії Ель-Аль в аеропорту «Еллінікон» в Афінах (Греція) 26 грудня 1968 року. В результаті теракту був убитий один пасажир і важко поранена бортпровідниця.

## Підготовка
Народний фронт визволення Палестини (НФВП) був однією з найбільш радикальних терористичних угруповань у складі Організації визволення Палестини. Так, НФВП став першою організацією в історії, яка почала захоплення цивільних літаків з заручниками. Засновник НФВП Жорж Хабаш вважав, що домагатися створення палестинської держави потрібно силою, і виступав проти переговорів з Ізраїлем.
26 грудня 1968 року о 11:30 бойовики НФВП 19-річний Махер Хусейн Ямані (англ. Maher Hussein Yamani) і 25-річний Махмуд Мохаммад Ісса прилетіли в Афіни літаком авіакомпанії «Air France» з Бейрута. Оскільки в ті роки ще не було правил про суцільний огляд пасажирів і багажу, вони зуміли непомітно пронести під довгими куртками автомати Калашникова. В сумках у них були 63 ручні гранати і запасні магазини.
В цей час в аеропорту Афін знаходився літак Боїнг 707 "авіакомпанії Ель-Аль, який прямував рейсом № 253 Тель-Авів — Афіни — Париж — Нью-Йорк. На момент початку атаки в літаку перебувало 37 пасажирів і 11 членів екіпажу.
Терористи сіли в автобус разом з пасажирами, які прямували в літак, а після прибуття на льотне поле непомітно сховалися за технічними автомобілями аеропорту.

## Атака
В той момент, коли літак почав вирулювати на злітну смугу, терористи з відстані 6 метрів відкрили вогонь з автоматів по фюзеляжу. Потім один з них кинув під крило літака кілька ручних гранат.
Одна з куль потрапила в голову пасажира — 50-річного морського інженера з Хайфи Леона Шірдана (англ. Leon Shirdan). Від отриманого поранення він майже миттєво помер.
Від вибухів гранат загорівся один з двигунів літака. Вогонь почав поширюватися по фюзеляжу. Бортпровідниця Хані Шапіра відкрила вхідний люк, щоб звільнити шлях для евакуації пасажирів і потрапила під автоматну чергу. Одна з куль розтрощила їй стегно, інша пройшла навиліт через легені.
Частина пасажирів, рятуючись від вогню, вистрибнули з люка прямо на бетонний майданчик, проте всі вони залишилися живі.
Обстріл тривав 20 хвилин, за які терористи витратили майже весь боєзапас.

## Наслідки
Грецькі поліцейські, які завітали на льотне поле, затримали терористів, які при виглядом поліції кинули зброю, однак чинили фізичний опір при затриманні.
Відразу ж після теракту представники НФВП виступили на двох арабських радіостанціях, що мовили з Бейрута і Каїра. Вони взяли на себе відповідальність за теракт і зажадали від грецької влади негайно звільнити заарештованих і надати їм можливість безперешкодно покинути країну, погрожуючи новими терактами у разі відмови. Суспільно-політичний резонанс був величезним, і тим самим, мету терористів було досягнуто. За твердженням терористки Лейли Халед, таким способом НФВП намагався привернути увагу світової громадськості до існування палестинської проблеми.
Після цього теракту ізраїльський уряд ухвалив рішення провести відповідну акцію залякування. Вона була проведена 28 грудня 1968 року в аеропорту Бейрута, коли ізраїльським спецназом були знищені 13 пасажирських літаків арабських авіакомпаній.
У березні 1970 року Ямані і Ісса були й засуджені грецьким судом до 17 років тюремного ув'язнення. Однак вони були випущені на свободу вже в кінці 1970 року, коли 6 терористів захопили грецький літак авіакомпанії Olympic Airways, погрожуючи підірвати його, якщо Ямані і Ісса не будуть звільнені.
У 1987 році Ісса з дружиною і трьома дітьми зумів в'їхати в Канаду як легальний іммігрант, обдуривши відповідні служби. З 1988 по 2013 роки канадський уряд намагався депортувати Іссу, однак протягом 25 років він успішно оскаржив в судах всі рішення про депортацію. Остаточне рішення про депортацію було прийнято в 2013 році, Ісса був видворений з Канади і відправлений в Ліван.